# Китаївський археологічний комплекс

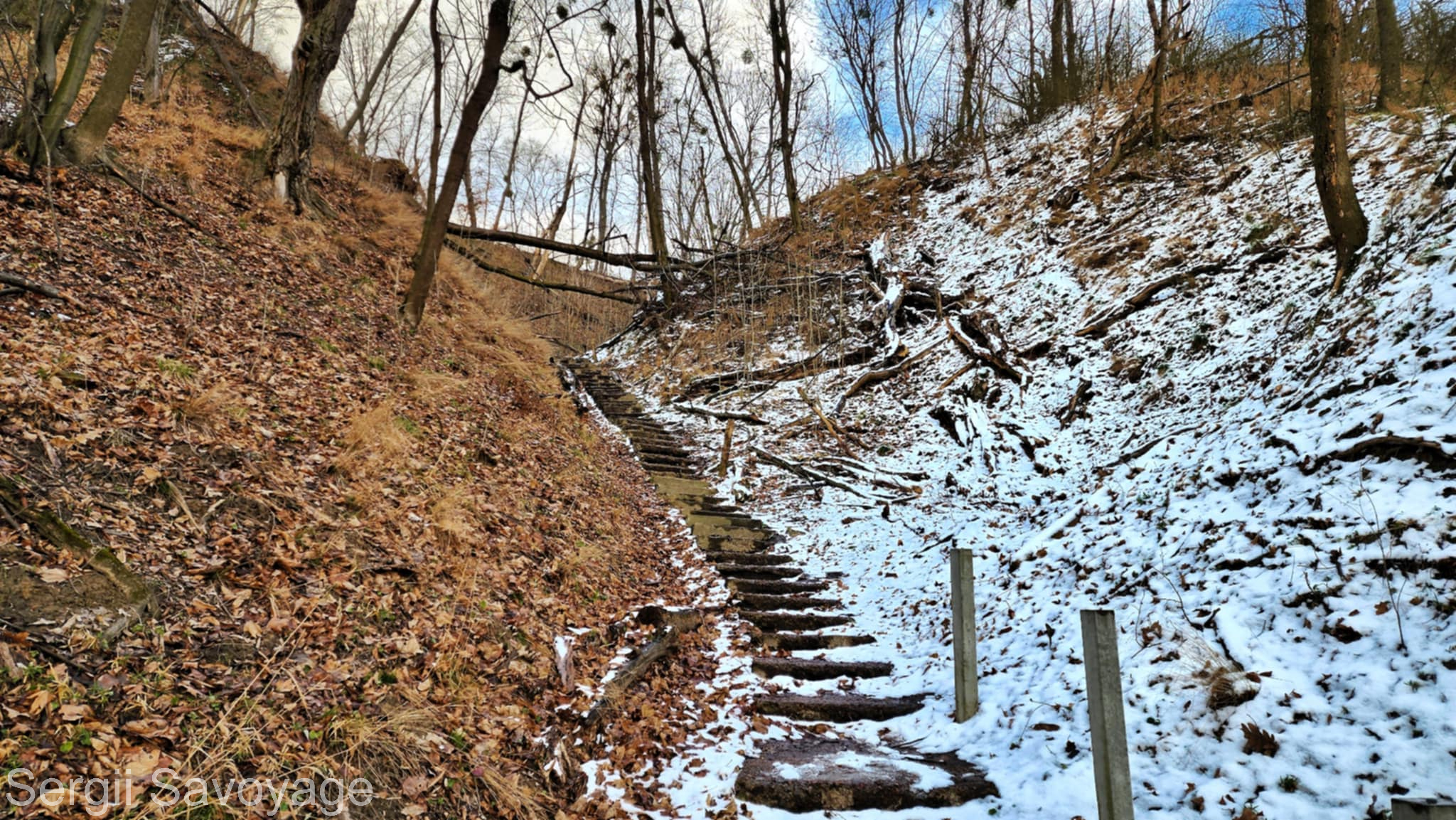
«Вхід до Пересічня»

Китаївський археологічний комплекс — археологічний об'єкт на південній околиці Києва, площею близько 75 га, визнаний пам'яткою археології національного значення відповідно до Постанови Кабінету Міністрів України № 928 від 3 вересня 2009 р. «Про занесення об'єктів культурної спадщини національного значення до Державного реєстру нерухомих пам'яток України» до Реєстру занесено пам'ятку археології «Китаївське городище і курганний могильник» (вул. Китаївська, 15 у місті Києві), охоронний номер 260026-Н.

Комплекс розташований у 10 км на південь від Києво-Печерської Лаври, на правому березі Дніпра, в Голосіївському районі Києва в історичній місцевості Китаїв, яка межує з історичними місцевостями Мишаловка, Корчувате, Болгарське та Національним природним парком «Голосіївський».

## Загальна інформація
Характеристика комплексу:
Городище (фортеця):

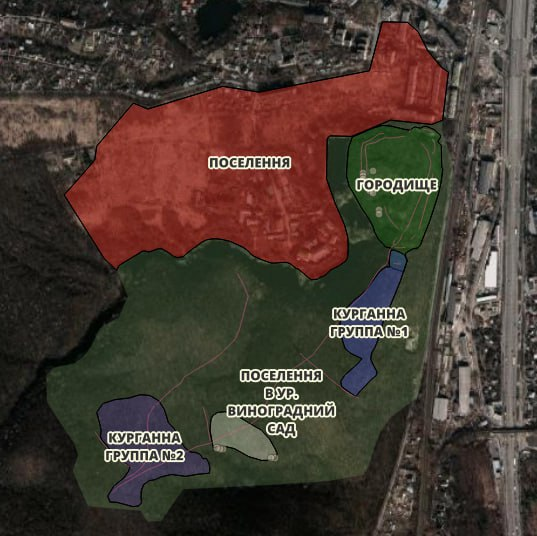
Схематичне зображення складових комплексу

Укріплена частина з трьома лініями валів та ровів. Площа біля 6 га. Культурний шар містить кераміку зарубинецької культури та фрагменти часів Київської Русі.
Китаївське поселення:
Неукріплене поселення. Площа близько 35 га. Виявлено різноманітний археологічний матеріал та об'єкти пізньотрипільського софіївського типу (3200/3100–2800 рр. до н. е.), доби Київської Русі (Х–ХІІІ ст.) та литовського періоду (XІV–XV ст.). У південно-західній його частині зустрічається ліпна кераміка волинцевської культури (VIII–ІХ ст.).
Курганний могильник:
Складається з 2-х курганних груп площею 1,5 га (193 поховання) та 2,5 га (173 поховання). Середня висота курганів становить 0,5–1 м. Найбільший курган висотою 2 м, діаметром 20 м. Датування: Х-поч. ХІ ст.
Поселення на урочище Виноградний сад:
Поселення між двома групами курганів на схилі біля балки, що веде до долини Дніпра. Площа близько 2,5 га. До монастирського хутора з виноградним садом існувало поселення часів Київської Русі.
Печерний комплекс Китаївської пустині:
Складається з двох груп. Перша група знаходиться в товщі гори, на якій розташоване городище і є двоярусним лабіринтом житлових, господарських і культових приміщень. Друга група розташована в урочищі Виноградне, пов'язана з монастирським хутором і використовувалася як льохи та льодинці для зберігання продуктів. У печерах виявлено археологічні матеріали XVIIІ–XIX ст.

## Історія

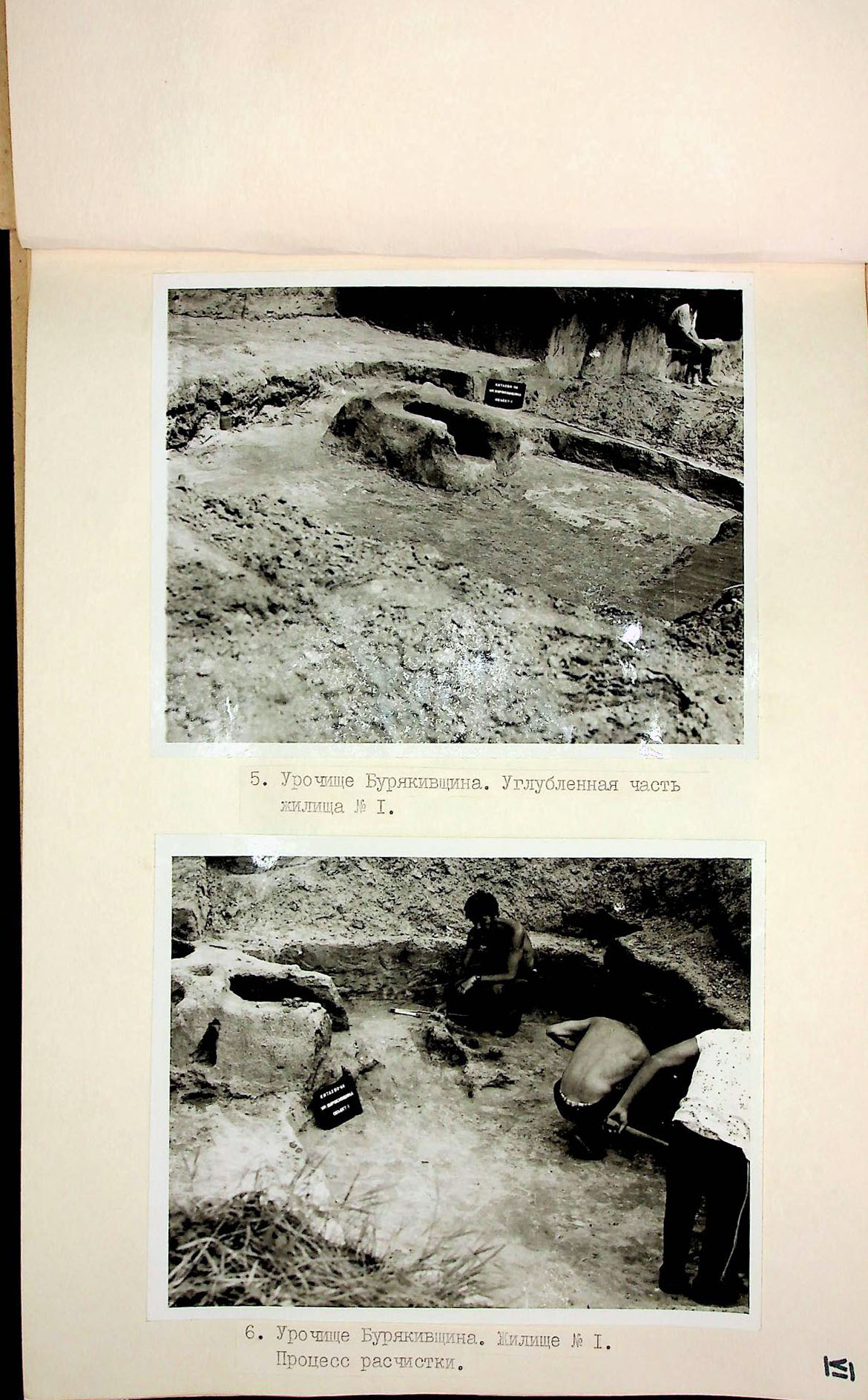
Дослідження 1986 року

В обіг назву «Китаївське городище» введено у 1784 році.
Археологічні дослідження в Китаєві розпочав Самоквасов Дмитро Якович у 1874 році, згодом їх продовжували інші археологи, зокрема Мовчан Іван Іванович у 1973, 1986 рр., Івакін Гліб Юрійович у 2017 р. досліджували Китаївське поселення.

## Сучасний стан
Пам'ятка перебуває під захистом держави з 1965 року після внесення до Переліку нерухомих пам'яток.
Наразі частина комплексу, а саме Китаївське поселення (ділянки з кадастровими номерами 8000000000:79:089:0003, 8000000000:79:090:0001) перебуває під загрозою забудови.